# Unilever Sverige
Unilever Sverige är den svenska delen av Unileverkoncernen. Unilever är uppdelat på tre dotterbolag: Unilever Bestfoods AB och GB Glace inom livsmedel och Lever Fabergé AB inom kemisk-tekniska produkter.

## Historia
Unilever kan sägas ha varit verksamt i Sverige under hela 1900-talet. Lever Brothers startade ett försäljningsbolag i Sverige, AB Lever Brothers, 1911. 1923 inleddes satsningen på egen tillverkning i Sverige när en fabrik i Nyköping köptes.  1928 startas tvålfabriken Sunlight av Lever Brothers. 1939 bildades AB Suma, först som ett dotterföretag till Sunlight. Företagets uppgift var att förse kommersiella tvätterier med lämpliga tvättmedel i större förpackningar än vad Sunlight kunde erbjuda. Senare utvidgades kundkretsen med restauranger/storkök, kommunala och statliga institutioner samt livsmedelsindustrier. AB Sumas produkter hade ofta prefixet Suma som i Sumetta (tvättmedel), Sumazon (maskindiskmedel), Suma (storköksprodukter). Många av dessa namn blev internationella och lever kvar ännu trots namnbyten på företaget.
Liknande företag fanns i många av de länder där Unilever var verksamt. Företagsnamnen var ofta unika för varje land, som Suma i Sverige, Gefion i Danmark, Lumivalko i Finland, Sunlicht Industribedarf i Tyskland osv. Efterhand kom kundkretsen att bli gränsöverskridande vilket gjorde det svårt att behålla de gamla företagsnamnen. 1975 beslöt man därför att ha det gemensamma namnet Lever Industrial. 
I de nordiska länderna ansågs namnet otympligt och man fick lov att använda Leverindus i stället. För att få ökade marknadsandelar i Asien och USA och köptes 1996 Diversey Ltd., som tidigare ägts av det kanadensiska bryggeriföretaget Molson. Det sammanslagna bolaget fick namnet DiverseyLever. År 2001 sålde Unilever bolaget till det USA-baserade företaget Johnson Wax. I och med detta försvann Unileverkopplingen i det nya bolagsnamnet JohnsonDiversey. I början av 2010 ombildades företaget. 50 % ägs familjen Johnson, 46 % av CD&R och 4 % av Unilever. Företagsnamnet blir det nygamla Diversey
Under seklet kommer fler företag att hamna under Unilever. Gille-Glace och Trollhätteglass köptes 1962 av Unilever. Glace-Bolaget (GB Glace) blev delägt 1973 och helägt 1996. GB tog över verksamheterna i Gille-Glass och Trollhätteglass som upphörde som varumärken.
1992 bildas livsmedelsföretaget Van den Bergh Foods av Margarinbolaget, Novia Livsmedelsindustrier och Ädel. 1999 köper Van den Bergh Foods varumärkena O'hoj, Slotts och Kockens av Kraft Freia Marabou.
År 2001 fusionerar Unilever med Bestfoods på internationellt plan. Detta innebar för svensk del att Van den Bergh Foods blir Unilever Bestfoods. Detta innebär bland annat att varumärket Knorr och Maizena tillförs Unilever, samtidigt som man av konkurrensskäl säljer bland annat Blå band och Touch of Taste. Samma år säljs dotterbolagen DiverseyLever och Unipath som sysslar med kemisk-tekniska produkter.